# 파이오니아
파이오니아 주식회사(영어: Pioneer Corporation, 일본어: パイオニア株式会社 파이오니아 가부시키가이샤[*])는 일본 가와사키시에 본사를 두고 디지털 엔터테인먼트 제품을 전문으로 하는 일본 굴지의 음향기기 제조업체이다. 1938년 1월 도쿄도에서 라디오, 스피커 수리업체 후쿠인 상회 전기 제작소(福音商会電機製作所)로 설립되었다. 1961년 6월부터 파이오니아라는 이름을 사용하였고, 오늘날 파이오니아는 소비자 전자기기 산업에서 진보한 기술을 갖춘 것으로 잘 알려져 있으며 1972년 말 도에이 플라이어즈 인수를 검토했으나 구단 가질 필요 없다고 결론내렸으며 니시데쓰 라이온스 인수 물망에도 올랐지만 무산됐다.

## 해외 진출

### 대한민국
파이오니아는 1973년 11월 롯데알미늄과 합작으로 롯데파이오니아(롯데전자)를 설립하여 처음으로 대한민국에 진출하였으며, 1990년 롯데와의 합작 관계가 청산된 이후 대리점을 통하여 한국에 오디오 및 비디오 제품을 판매하다가 2004년 12월 한국지사인 파이오니아 코리아를 설립하여 대한민국에 직접 진출, 판매를 시작하였다.

## 같이 보기
- 차량 자동 항법 장치
- NBC유니버설 엔터테인먼트 재팬